# Ричардсон, Киран
Ки́ран Э́двард Ри́чардсон (англ. Kieran Edward Richardson; род. 21 октября 1984, Гринвич, Большой Лондон) — английский футболист. Чаще всего играл в центре или на левом фланге полузащиты, либо на позиции крайнего защитника.

## Клубная карьера

### Ранние годы
Ричардсон вырос в Лондоне, где начал играть в футбол за школьную команду. Его приглашали на тренировку в лондонский «Арсенал».
Затем он перешёл в футбольную академию «Вест Хэм Юнайтед», где начал профессионально тренироваться. Однако он так и не сыграл за лондонцев ни одного матча: в 2001 году его приобрёл клуб «Манчестер Юнайтед».

### Манчестер Юнайтед
В 2001 году Ричардсон перешёл «Манчестер Юнайтед», получив футболку с 42-м номером. В первом же сезоне он завоевал себе место в резервной команде «Юнайтед», но не провёл ни одного матча за основной состав клуба.
Летом 2002 года Ричардсон принял участие в предсезонном турне «Манчестер Юнайтед» вместе с основным составом. 23 октября 2002 года он дебютировал за «Юнайтед», выйдя на замену в матче Лиги чемпионов против «Олимпиакоса». Свой первый гол за «Юнайтед» Ричардсон забил в матче Кубка Футбольной лиги против «Лестер Сити» 5 ноября 2002 года. Кроме того, Киран принимал активное участие в розыгрыше Молодёжного кубка Англии, который молодёжный состав «Манчестер Юнайтед» выиграл в 2003 году.
Перед началом сезона 2003/04 Ричардсон получил футболку с 23-м номером. В этом сезоне он сыграл только три матча за основной состав.
В сезоне 2004/05 Киран начал чаще играть за основной состав. В первой половине сезона он сыграл девять матчей и забил один гол. Однако в январское трансферное окно 2005 года сэр Алекс Фергюсон решил отдать Ричардсона в аренду. Кирана связывали с переходом в «Норвич Сити», но в итоге он отправился в аренду в клуб «Вест Бромвич Альбион», который тогда возглавлял бывший капитан «Манчестер Юнайтед» Брайан Робсон. Ричардсон помог «дроздам» избежать вылета из Премьер-лиги, регулярно играя в составе на позиции центрального полузащитника.
Перед началом сезона 2005/06 Ричардсон отказался от возможности вновь отправиться в аренду в «Вест Бромвич», надеясь завоевать себе место в основном составе «Юнайтед». В сентябре 2005 года из-за травмы защитника «Юнайтед» Габриэля Хайнце Ричардсон был поставлен на левый фланг обороны. Затем он вновь стал выступать в полузащите, где сыграл несколько удачных матчей. В октябре, отметив свой 21-й день рождения, Киран подписал четырёхлетний контракт с «Манчестер Юнайтед». В этом сезоне он сыграл 36 матчей и забил шесть мячей.
В сезоне 2006/07 все шансы Ричардсона доказать свою нужность команде были связаны с кубковыми турнирами. Однако после неудачного выступления команды в матче Кубка Лиги против клуба «Кру Александра» Ричардсон подвергся критике наряду с другими молодыми игроками «Юнайтед». Фергюсон публично заявил, что Ричардсон и прочие молодые игроки только выиграют от проведения матчей за резервную команду клуба. В полуфинальном матче Кубка Англии Ричардсон забил один из голов в ворота «Уотфорда», когда «Юнайтед» выиграл со счётом 4:1 и вышел в финал. Многие болельщики клуба не любили Ричардсона за его ленивый и высокомерный подход. Киран получил прозвище «Лорд Высокомерный» (англ. Lord Snooty), которое было напечатано в журнале «Red Issue».

### Сандерленд
16 июля 2007 года Ричардсон перешёл из «Юнайтед» в «Сандерленд» за сумму порядка £5,5 млн.

## Достижения
Манчестер Юнайтед
- Чемпион Премьер-лиги: 2006/07
- Обладатель Кубка Футбольной лиги: 2006
- Обладатель Суперкубка Англии: 2003